# Monstera dubia
Monstera dubia är en kallaväxtart som först beskrevs av Carl Sigismund Kunth, och fick sitt nu gällande namn av Adolf Engler och Kurt Krause. Monstera dubia ingår i släktet Monstera och familjen kallaväxter. Inga underarter finns listade.